# Kristian Kojola

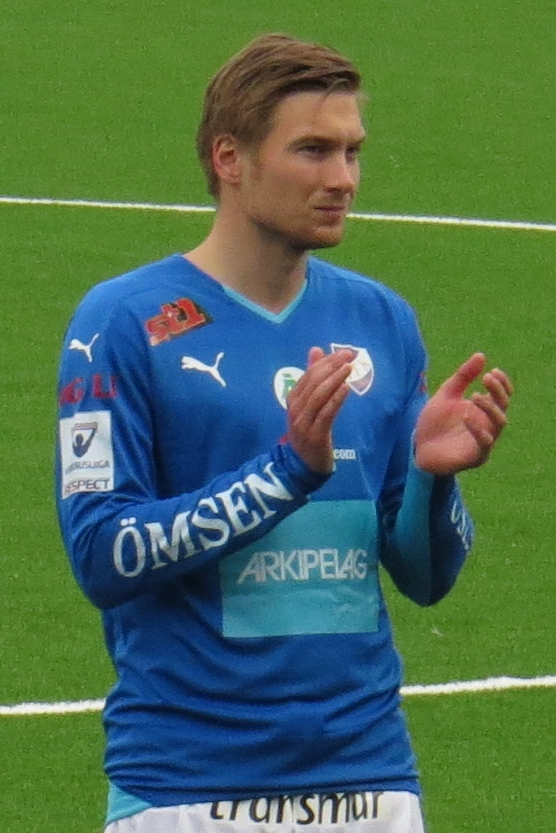
Imagem de Kristian Kojola.

Kristian Kojola (12 de setembro de 1986) é um futebolista profissional finlandês.